# Grammodes paerambar
Grammodes paerambar là một loài bướm đêm trong họ Erebidae.